# Manis temminckii
Manis temminckii là một loài động vật có vú trong họ Manidae, bộ Pholidota. Loài này được Smuts mô tả năm 1832.

## Hình ảnh

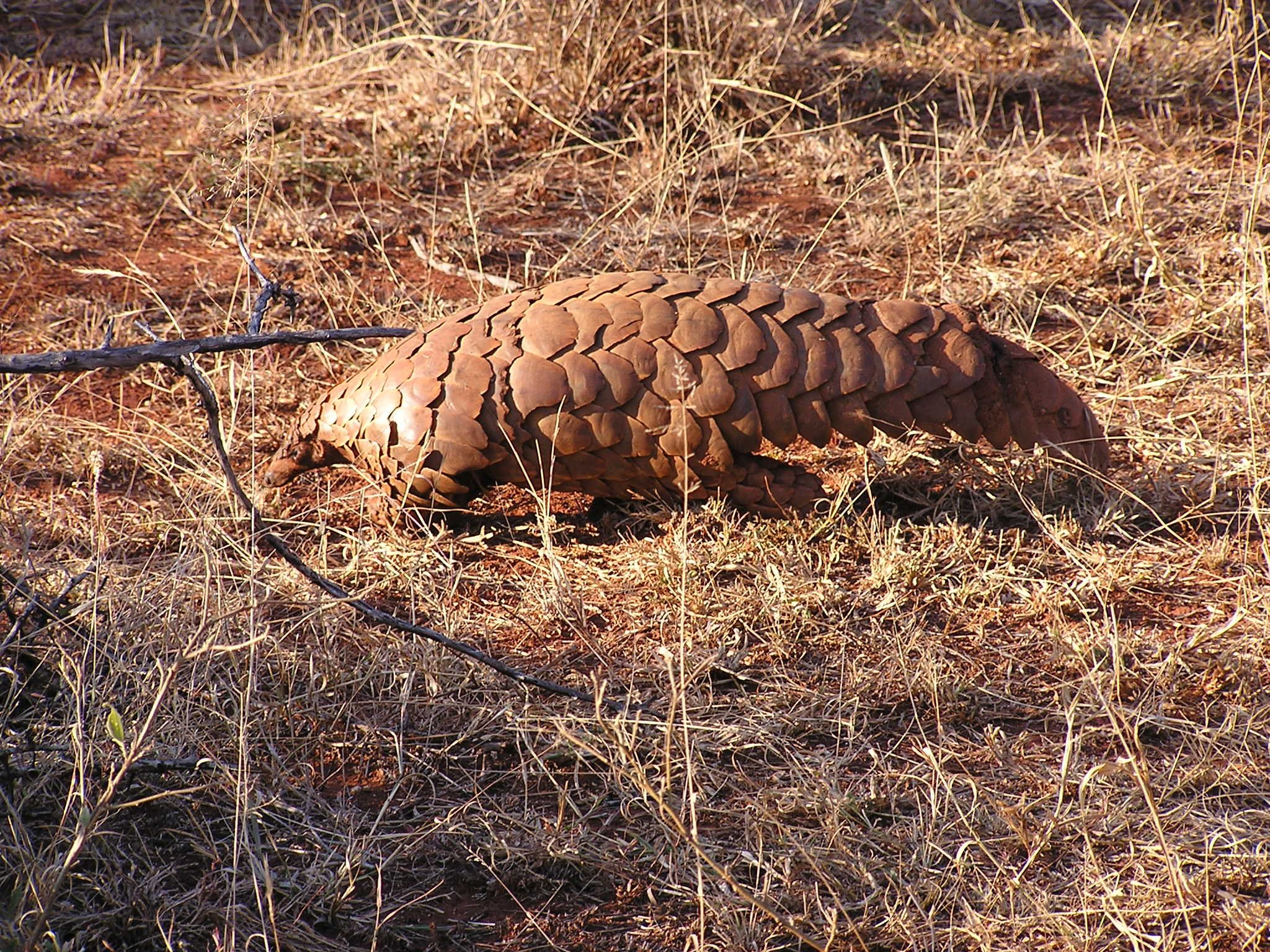
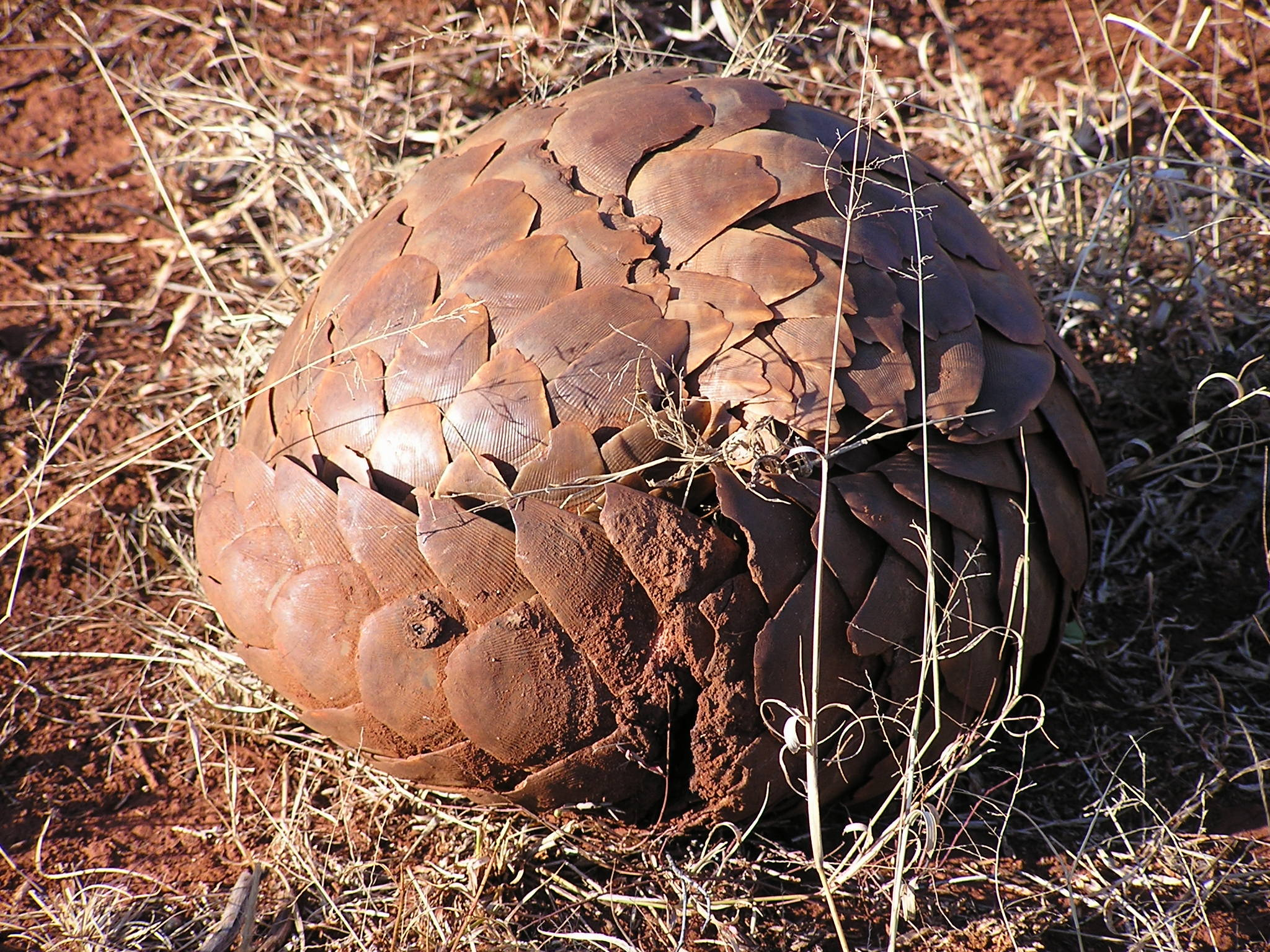
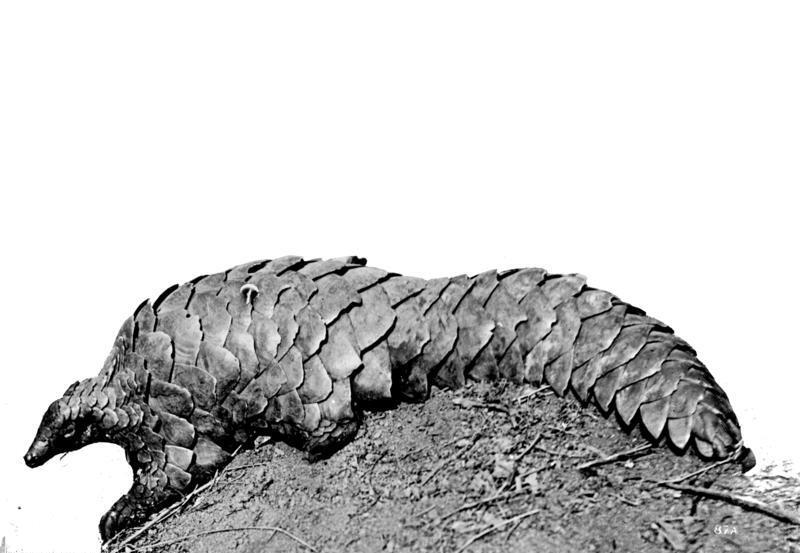
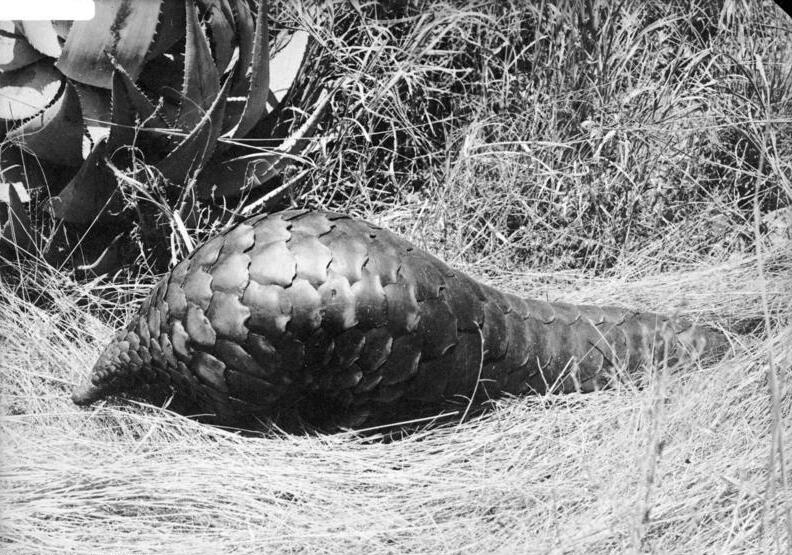
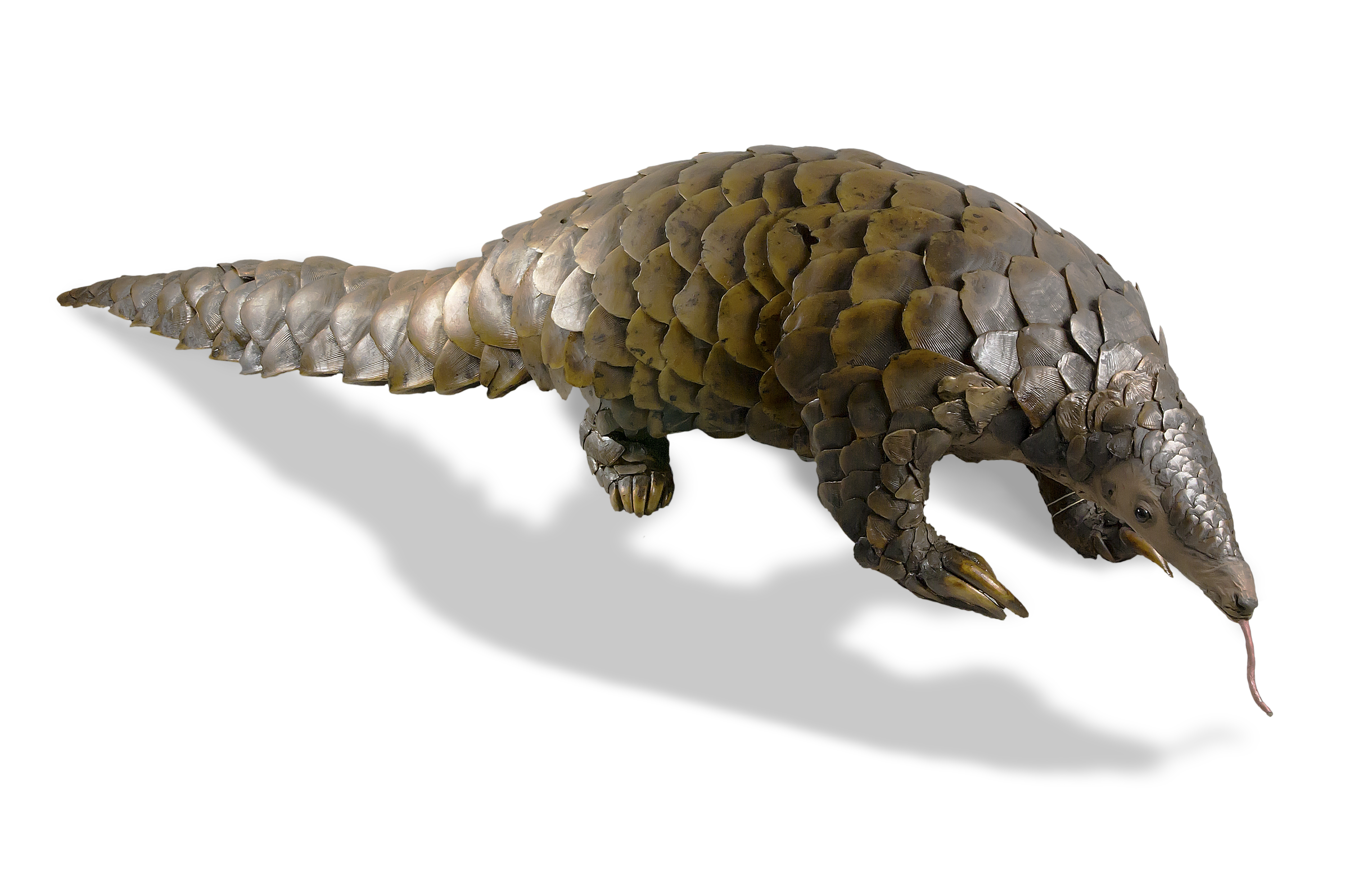